# CityLine Hungary
CityLine Hungary is een Hongaarse luchtvrachtmaatschappij met haar thuisbasis in Boedapest.

## Geschiedenis
CityLine Hungary is opgericht in 2003.

## Vloot
De vloot van CityLine Hungary bestaat uit:(jan.2016)
- 2 Antonov An-26B
- 1 Boeing 737-200
- 1 Fairchild SA227-AC Metro III